# جیمی کوربت
جیمی کوربت (انگلیسی: Jimmy Corbett؛ زادهٔ ۶ ژوئیهٔ ۱۹۸۰) بازیکن فوتبال اهل بریتانیا است.
از باشگاه‌هایی که در آن بازی کرده‌است می‌توان به باشگاه فوتبال مارگیت، باشگاه فوتبال پورتسموث، باشگاه فوتبال بلکبرن روورز، باشگاه فوتبال دارلینگتون، باشگاه فوتبال فورشم تاون، باشگاه فوتبال گیلینگام، باشگاه فوتبال ساوتند یونایتد، باشگاه فوتبال ولینگ یونایتد، باشگاه فوتبال هرن بای، باشگاه فوتبال داگنم و ردبریج، و باشگاه فوتبال فوکستون اینویکتا اشاره کرد.